# Luisa Rivelli
Rossella Lanfranchi (n. 10 februarie 1931, Ternate, Lombardia, Regatul Italiei – d. 12 iunie 2013, Guidonia Montecelio, Lazio, Italia), cunoscută ca Luisa Rivelli, a fost o actriță și jurnalistă italiană.